# خوليو روميرو دي توريس
خوليو روميرو دي توريس (بالإنجليزية: Julio Romero de Torres)‏‏ (9 نوفمبر 1874 في قرطبة - 10 مايو 1930 في قرطبة) رسام من إسبانيا.